# Lille kjove
Den lille kjove (Stercorarius longicaudus) er en fugl i kjovefamilien, der ruger i de arktiske egne af Eurasien og Nordamerika. Med en længde på 40–55 cm er arten den mindste kjoveart. Den er en fåtallig trækgæst i Danmark om efteråret.

## Udseende og kendetegn
Med en længde på 40–55 cm og en vægt på 225-350 g er lille kjove den mindste kjoveart. Den er let kendelig på de 15–25 cm lange halefjer og har omtrent samme størrelse som en hættemåge og lidt mindre og mere smalvinget og med mere grå ryg end almindelig kjove. Hun er større end han. Den øverste del af hovedet og nakken er glinsende sort, brystet er hvidt og halsen hvid med et gulligt skær. Ryg og vingeoversider er brungrå, hale og svingfjer er dog sorte.
Den Lille Kjove flyver ofte lange strækninger med brug af passiv, bueformet stormfugleflugt. Kroppen følger ofte vingeslaget på ternevis, og kan i det hele taget tage sig terneagtig ud i flugten.

## Forekomst
Den ruger i de arktiske egne af Eurasien og Nordamerika. I Alaska og i det nordlige Rusland er den mere talrig end i resten af Arktis. Dens overvintringsområder ligger i den sydlige del af Atlanterhavet og Stillehavet. Lille Kjove er ikke så røverisk som resten af dens artsfæller blandt kjoverne.

## Føde
Dens næring består hovedsagelig af mus, insekter, æg og småfugle.